# デンマーク首都地域

デンマーク首都地域
Region Hovedstaden

ロゴ

デンマーク首都地域・基礎自治体

デンマーク首都地域（デンマークしゅとちいき、Region Hovedstaden）は、デンマークの地方行政区画である5つの地域（region）の一つ。

## 歴史
2007年1月1日に県の再編に伴い設置された（以前はen:The Capital Region (Denmark)）。

## 地理
デンマーク東部に位置し、地理的には旧en:The Capital Region (Denmark)及びシェラン島東部、ボーンホルム島などからなる地域を統合・再編した。

## 行政区分
| 基礎自治体（市、Kommune、コムーネ）  | デンマーク語    | 行政府所在地                       |
| ------------------------------------ | --------------- | ---------------------------------- |
| アルバツロン市                       | Albertslund     | アルバツロン                       |
| アレレズ市                           | Allerød         | リレレズ                           |
| バラロプ市                           | Ballerup        | バラロプ                           |
| ボーンホルム地域市（ボーンホルム島） | Bornholms       | レネ（レンネ、レーネ、ラネ）       |
| ブランビュー市                       | Ballerup        | ブランビュヴェスタ                 |
| ドラーウウア市                       | Dragør          | ストーア・マウレビュー             |
| イーデール市                         | Egedal          | ウルストゥゲ＝スティーンルーセ     |
| フレーゼンスボー市                   | Fredensborg     | コゲデール                         |
| フレズレクスベア市                   | Frederiksberg   | フレズレクスベア                   |
| フレズレクソン市                     | Frederikssund   | フレズレクソン                     |
| フーアスー市                         | Furesø          | ヴェアルーセ                       |
| ゲントフテ市                         | Gentofte        | ゲントフテ                         |
| グラズサクセ市                       | Gladsaxe        | グラッドサクセ（グラズサクセ）     |
| グローストロプ市                     | Glostrup        | グローストロプ                     |
| グリプスコウ市                       | Gribskov        | ヘルスィンゲ                       |
| ハルスネス市                         | Halsnæs         | フレズレクスヴェアク               |
| ヘルスィングウーア市                 | Helsingør       | ヘルシンゲル（ヘルスィングウーア） |
| ヘアレウ市                           | Herlev          | ヘアレウ                           |
| ヒレレズ市                           | Hillerød        | ヒレレズ                           |
| ヴィズオウア市                       | Hvidovre        | ヴィズオウア                       |
| ホイイ＝トストロプ市                 | Høje-Taastrup   | トストロプ                         |
| ハアスホルム市                       | Hørsholm        | ハアスホルム                       |
| イスホイ市                           | Ishøj           | イスホイ                           |
| コペンハーゲン市                     | Københavns      | コペンハーゲン（クベンハウン）     |
| リュンビュー＝トーベック市           | Lyngby-Taarbæks | コンゲンス・リュンビュー           |
| ルーザスデール                       | Rudersdal       | ホルデ                             |
| レズオウア市                         | Rødovre         | レズオウア                         |
| トーンビュー市                       | Tårnby          | トーンビュー                       |
| ヴァレンスベク市                     | Vallensbæk      | ヴァレンスベク                     |